# Nenávidím herce
Nesnáším herce (v originále Je hais les acteurs) je francouzský hraný film z roku 1986, který režíroval Gérard Krawczyk. Snímek měl světovou premiéru na Mezinárodním filmovém festivalu v Torontu dne 6. září 1986.

## Děj
Vzestup a pád Hollywoodu ve 40. letech 20. století. Tyranský producent, paranoidní režisér, čtyřiadvacetkrát zasnoubená hvězda, herec, který odmítá zestárnout... To vše na pozadí sériových vražd.

## Obsazení
| Patrick Floersheim     | Korman                        |
| Michel Galabru         | Bison                         |
| Pauline Lafont         | Elvina                        |
| Dominique Lavanant     | paní Davis                    |
| Jean Poiret            | Orlando Higgins               |
| Bernard Blier          | Jerome B. Cobb                |
| Michel Blanc           | pan Albert                    |
| Jean-François Stévenin | Chester Devlin                |
| Patrick Braoudé        | Fineman                       |
| Alex Descas            | Allan                         |
| Sophie Duez            | Bertha                        |
| Guy Marchand           | Egelhofer                     |
| Claude Chabrol         | Lieberman                     |
| Marcel Gotlib          | barman                        |
| Claire Nadeau          | Miss Wondershake              |
| Gérard Depardieu       | zadržený na policejní stanici |
| Jezabel Carpi          | Caroma                        |
| Wojciech Pszoniak      | Hercule Potnik                |
| Alexandre Mnouchkine   | Zupelman                      |
| Bernard Marcellin      | zástupce Egelhofera           |
| Allan Wenger           | Humphrey Bogart               |
| Lionel Rocheman        | Peritz                        |
| Jean-Paul Comart       | Bizzel                        |
| Vernon Dobtcheff       | Fritz Kesselberger            |
| Roger Lumont           | Sloggins                      |
| Mike Marshall          | J.P Jones                     |
| André Oumansky         | Hochstader                    |
| Michel Such            | seržant Tittero               |
| Jean-Paul Lilienfeld   | Blue                          |
| Benoît Ferreux         | asistent                      |
| André Avantin          | Ronald Reagan                 |

## Ocenění
- César: nominace na nejlepší filmový plakát (Claude Millet a Denise Millet)